# Seututie 760
Pour les articles homonymes, voir Route 760.
La route régionale 760 (finnois : Seututie 760) est une route régionale allant de Sievi à Pihtipudas en Finlande.

## Description
La route régionale 760 est une route régionale d'une longueur de 85 kilomètres.
À Reisjärvi, la route partage son parcours avec la route principale 58 sur environ 10 kilomètres .

## Parcours
- Sievi
  - Vesimäki (valtatie 28)
  - Karjulanmäki
  - Kiiskilä
- Reisjärvi
  - Kangaskylä
  - Leppälahti (kantatie 58)
  - Centre
  - Köyhänperä (Kantatie 58)
- Pihtipudas
  - Muurasjärvi (yhdystie 6574)
  - Alvajärvi (valtatie 4, yhdystie 6570)